# Adelasterias papillosa
Adelasterias papillosa is een zeester uit de familie Asteriidae.
De wetenschappelijke naam van de soort werd in 1906 gepubliceerd door René Koehler.